# Loi Tréveneuc
La loi Tréveneuc est une loi française adoptée le 15 février 1872 par l'Assemblée nationale durant la période provisoire de la IIIe République.

## Nom et date
La loi Tréveneuc a pour titre officiel loi du 15 février 1872 relative au rôle éventuel des conseils départementaux dans des circonstances exceptionnelles.
Elle est aussi connue comme la Constitution Tréveneuc car elle est une des lois constitutionnelles adoptées par l'Assemblée nationale élue le 8 février 1871.
Elle est d'ordinaire datée du 15 février 1872, jour de son adoption. Mais elle est aussi connue comme la loi du 22 février 1872, jour de sa promulgation.

## Élaboration
Le 25 juillet 1871, Henri, vicomte de Tréveneuc et représentant des Côtes-du-Nord à l'Assemblée nationale, dépose sur le bureau de celle-ci une proposition de loi, dont les coauteurs sont Charles de Janzé et Émile Depasse. Le 11 août, son examen en commission débute. Le 5 février 1872, sa discussion débute. Le 15, l'Assemblée nationale l'adopte par 480 voix contre 75. Le 22, Adolphe Thiers, président de la République, la promulgue. Le lendemain, elle est publiée au Journal officiel puis, le 30 mars, au Bulletin des lois.

## Contenu
La loi Tréveneuc se compose de six articles,.  
Elle prévoit son application dans le cas où le Parlement serait illégalement dissout ou serait empêché de se siéger, pour quelque cause que ce soit, dans les lieux qui leur sont affectés à Paris ou dans toute autre ville où le Gouvernement aurait transféré le siège des pouvoirs publics.
Elle institue les mesures à mettre en œuvre si le Parlement national se trouve dans l'incapacité de se réunir : il revient ainsi aux conseils généraux de se réunir et de pourvoir « d’urgence au maintien de la tranquillité publique et de l'ordre légal » (article 2).
Les articles 3 à 6 sont relatifs à l'assemblée des délégués des conseils départementaux. Chaque conseil départemental doit élire deux délégués. Les conseils généraux doivent envoyer chacun deux délégués auprès du Gouvernement (article 3) — ce qui suppose que ce dernier a pu échapper à la cause qui empêche le Parlement de se réunir —, afin de constituer une assemblée délibérative provisoire avec les éventuels députés nationaux qui auraient pu suivre le Gouvernement.
La loi s'assigne un double objectif : pourvoir aux mesures immédiatement nécessaires à l'administration du pays, et au rétablissement de la mandature constitutionnelle, soit de celle précédemment en cours, soit d'une nouvelle, issue d'élections générales, qui doivent être convoquées après un mois d'exercice de « l'Assemblée des délégués ».
On reconnaît dans ce texte les événements de la guerre de 1870, et donc une volonté de se prémunir contre leur répétition, ou contre une guerre civile qui empêcherait le Parlement de se réunir.
Le maintien en vigueur de la loi a été discuté. Adhémar Esmein et Maurice Hauriou estimaient qu'elle avait été abrogée par les lois constitutionnelles des 24, 25 février et 16 juillet 1875. Léon Duguit la considérait comme en vigueur. Hauriou considère que les « lois constitutionnelles provisoires » adoptées par l'Assemblée nationale — à savoir, la loi Rivet du 31 août 1871, la loi Broglie du 13 mars 1873 et la loi du septennat du 20 novembre 1873 — ont été abrogées par les lois constitutionnelles de 1875. Mais il admet qu'« il pourrait y avoir plus de doutes » en ce qui concerne la loi Tréveneuc.

## Utilisations
La loi a été utilisée pour justifier la création de la France libre puis de la représentation provisoire à Alger, et elle est toujours en vigueur.
Le soir du 17 juin 1940, Paul Valentino annonce qu'il va demander au conseil général de la Guadeloupe d'appliquer la loi Tréveneuc ; le 1er juillet, il réitère sa demande en session
extraordinaire. René Cassin soutient que l'armistice du 22 juin est nul et non avenu en vertu de la loi Tréveneuc. Afin de prévenir sa mise en œuvre, l'État français prend deux lois : la première, du 18 août, interdit aux conseils généraux de se réunir spontanément, ; la seconde, du 12 octobre, suspend les sessions des conseils généraux et en transfère les attributions aux préfets,. La loi Tréveneuc figure en tête des visas de la déclaration organique du 16 novembre par laquelle Charles de Gaulle complète le Manifeste de Brazzaville du 27 octobre. D'après Michèle Cointet-Labrousse, en 1943, les conseils généraux d'Algérie envisagent de mettre en œuvre la loi Tréveneuc,.

## Maintien en vigueur
La loi Tréveneuc n'a été ni abrogée ni modifiée par la loi no 82-213 du 2 mars 1982 relative aux droits et libertés des communes, des départements et des régions (loi Deferre),. Elle n'a été ni abrogée ni codifiée par la loi no 96-142 du 21 février 1996 relative à la partie législative du Code général des collectivités territoriales,,. Elle n'a pas été abrogée par la loi no 2011-525 du 17 mai 2011 de simplification et d'amélioration de la qualité du droit (loi Warsmann).  Elle a été amendée par la loi no 2013-403 du 17 mai 2013 relative à l'élection des conseillers départementaux, des conseillers municipaux et des conseillers communautaires, et modifiant le calendrier électoral.

## Modifications
Le 3 octobre 1980, Jean-Louis Masson dépose une proposition de loi no 1968 tendant à compléter la loi Tréveneuc.